# Stadhuis van Laval (Mayenne)

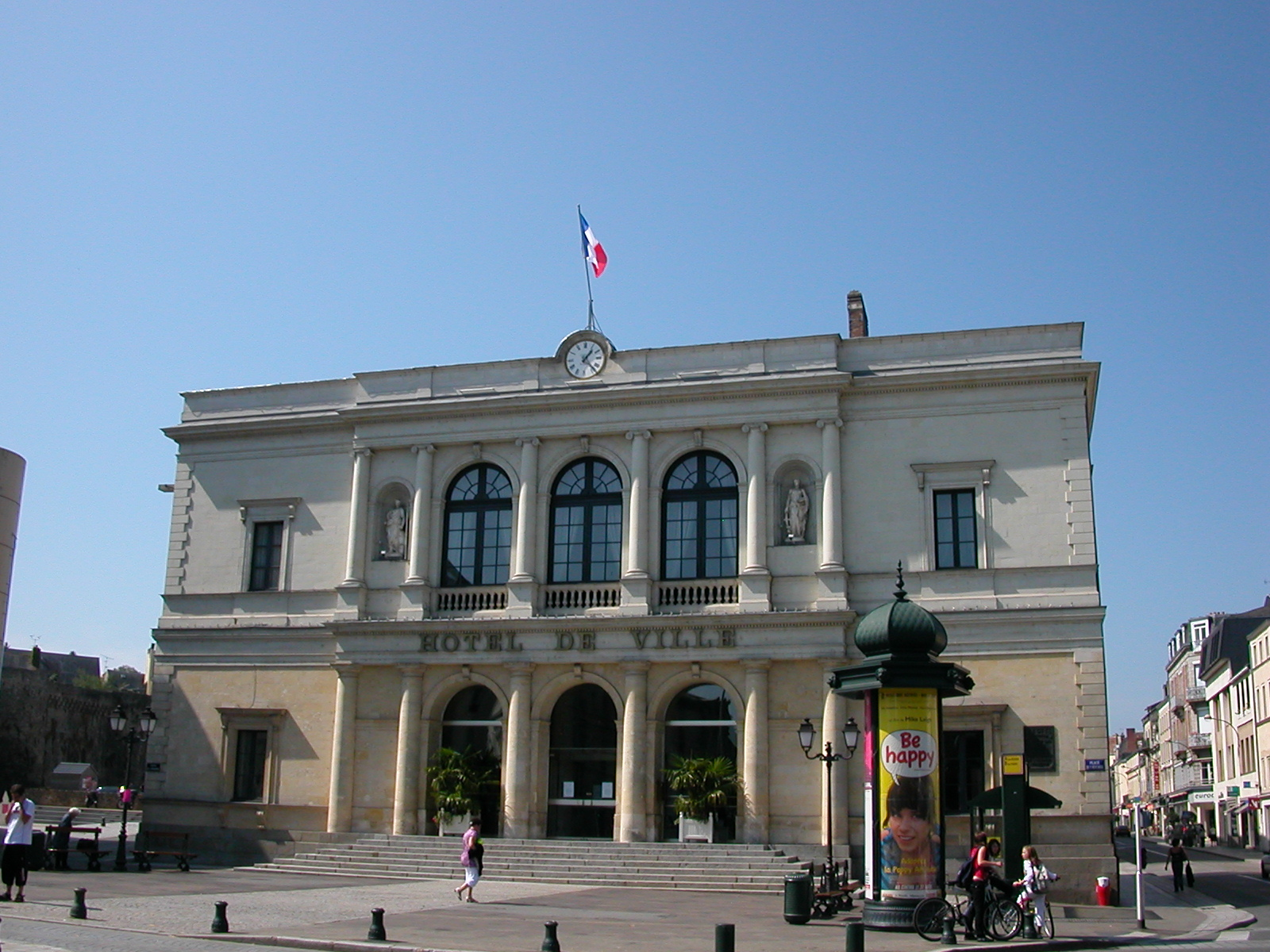
Voorgevel van het stadhuis

Het stadhuis van de Franse stad Laval is gevestigd in een neoklassiek gebouw uit de 19e eeuw aan de Place de l'Hôtel de Ville.

## Geschiedenis
Onder het bestuur van de graven van Laval uit de familie de la Trémoille in de 17e en 18e eeuw, die niet in de stad resideerden en zich weinig aantrokken van het dagelijks bestuur, viel het bestuur van de stad toe aan een raad van notabelen. In 1747 vestigde die raad zich in het Maison de Pontfarcy, gelegen op de Place de la Chiffolière. In 1790 kwamen er een democratisch verkozen gemeenteraad en een burgemeester. In 1808 besliste de gemeenteraad om dit onderkomen onderkomen te verlaten en een nieuw stadhuis te bouwen. Er werd gekozen voor een locatie aan de nieuwe dwarsweg door Laval, tegenover de Pont-neuf. De werken naar plannen van architect Henry-Alphonse de Gisors duurden van 1826 tot 1831. In de jaren 1880 werden aan weerszijden van het stadhuis zijvleugels gebouwd in neoklassieke stijl. In 1994 volgden verbouwingen en de bouw van een nieuw administratief centrum in een rond, betonnen gebouw.

## Beschrijving
Het stadhuis telt twee niveaus en heeft een sobere, neoklassieke façade. Boven de ingang zijn twee beelden aangebracht, de allegorische voorstellingen van handel en landbouw. Binnenin leidt een eretrap naar de raadszaal. In de inkomhal staan een buste van Marianne en een Romeinse mijlpaal uit de 4e eeuw met inscriptie van keizer Constantius I Chlorus. Deze paal was verwerkt in de (afgebroken) kerk van Genest-Saint-Isle. De muren van het stadhuis zijn getooid met de portretten van burgemeesters en schilderijen van lokale meesters zoals Charles Landelle en Jean-Baptiste Messager.